# Óriáskerék

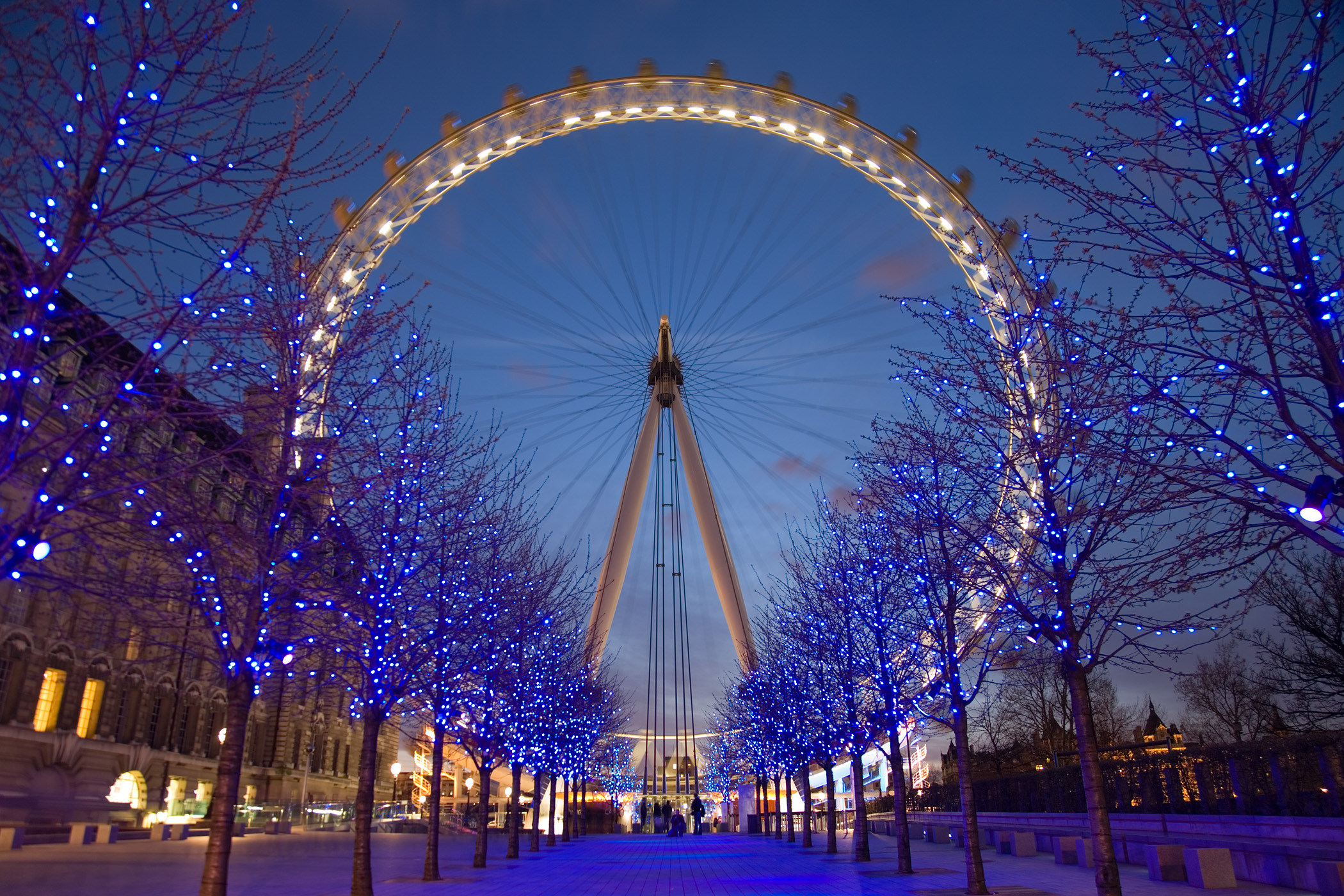
London Eye

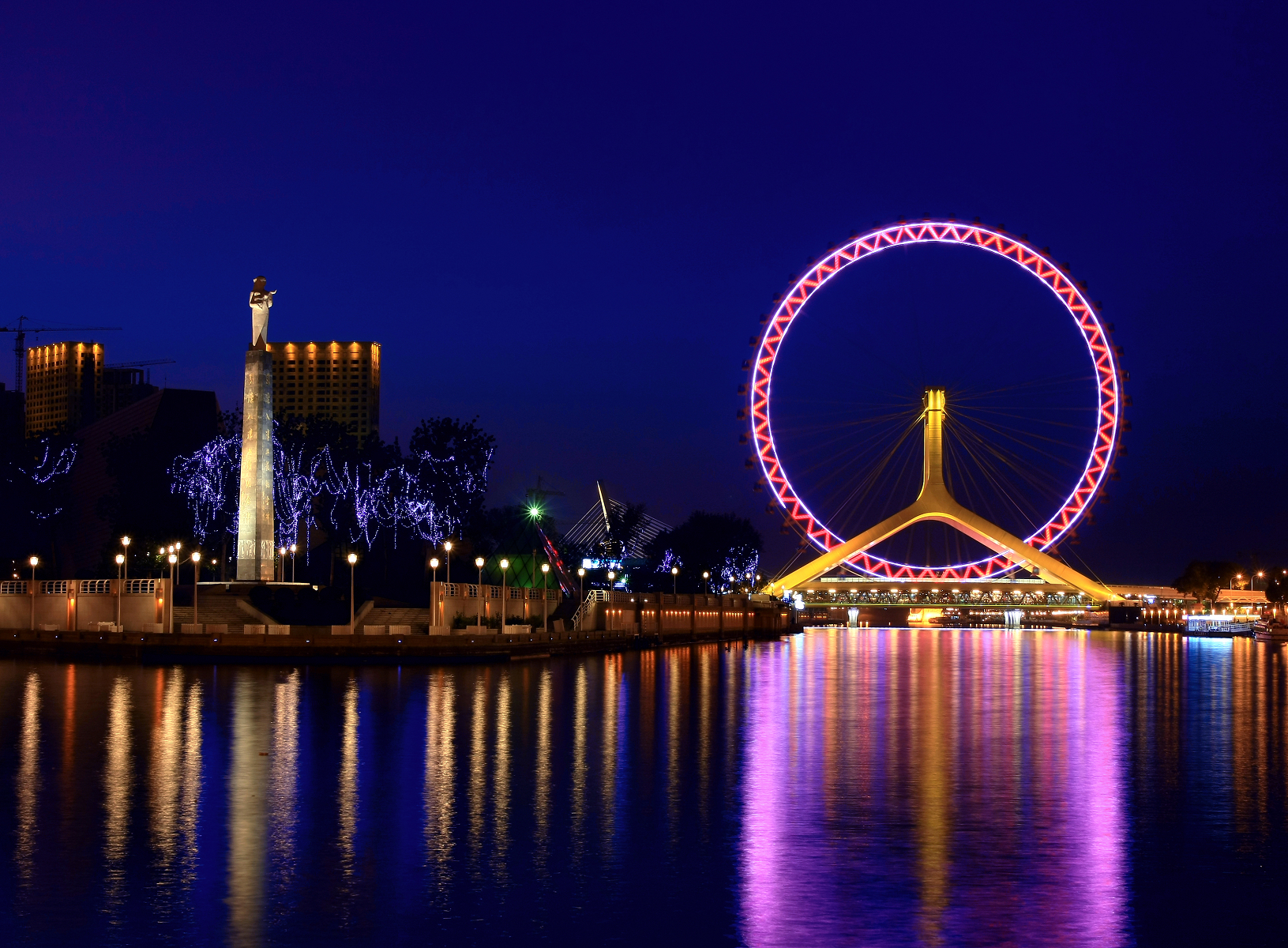
Tianjin Eye

Az óriáskerék egy szórakoztatási célt szolgáló műszaki építmény, mely függőleges irányban körbeforgó kabinokat, gondolákat tartalmaz. Az újabb építésű extrém változatokat leszámítva két fő fajtája van.
A kisebb, általában 10-15 méternél nem magasabb kerekeket teljesen feltöltik utasokkal, majd néhány percen keresztül viszonylag nagyobb tempóval forognak. Ezeknél többnyire kifejezetten érezni a felvonókban is tapasztalt emelkedést illetve süllyedést, érzékeny személyeknél egyensúlyzavart, vagy émelygést válthatnak ki.
A másik fő típus a jóval nagyobb méretű, lassan, de folyamatosan pörgő kerék. Ezeknél az utasok menet közben szállnak be, egyetlen kört tesznek meg, a menetidő akár fél óra is lehet. Noha az egyensúlyérzetre semmi behatással nincsenek, a nagy magasság, valamint a bezártság miatt sokan nem képesek elviselni a rajtuk való utazást.
Az óriáskerekek előzményei már a középkorban is felbukkannak. Az első mai értelemben vett óriáskereket Ifj. George Washington Gale Ferris tervezte és építette meg az 1893-ban rendezett chicagói Világkiállításra (World's Columbian Exposition vagy más néven The Chicago's World Fair). Az óriáskerék kifejezést ezután kezdték használni minden hasonló építményre.
Méretük és látszólag könnyed felépítésük ellenére igen stabil szerkezetek. Gyenge pontjuk a gondolák és kabinok felfüggesztése. Ebből adódó baleset volt 1962-ben a Budapesti Vidám Parkban, valamint 2013 augusztusában Argentínában. A másik problémát az áramkimaradásból adódó elakadás jelentheti, ilyen esetben az utasok lejuttatása problémát okozhat. A kisebb méretű, gyorsabban forgó kerekeket általában a tengelyen keresztül hajtják, lánc- vagy fogaskerékáttéten keresztül. A nagy méretű, lassú forgású kerekek hajtására megfelelő a peremhajtás is. Ilyen esetben a peremen végigfutó fogakhoz csatlakozik a hajtómotor.

## Előzmény

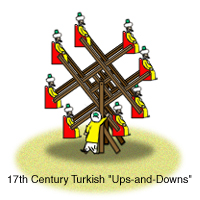
17. századi török óriáskerék (felnőtteknek)

Pietro Della Valle, egy római utazó, aki leveleket küldött Konstantinápolyból, Perzsiából és Indiából, egy konstantinápolyi Ramadán fesztiválon vett részt 1615-ben. Levelében leírja a tűzijátékot, a fényeket és nagyszerű hintákat, majd az óriáskerékről írt:
El voltam ragadtatva attól, ahogy azzal a sebességgel egyszer csak fent majd lent találtam magam. De a kerék olyan gyorsan forgott körbe, hogy egy görög, aki a közelemben ült, nem bírta tovább és kiabált, hogy „Soni! Soni!” (Elég! Elég!)
A Peter Mundy utazásai (1608-1667) leír és illusztrál „számos különböző típusú körhintát, melyeket a közönség kipróbálhatott az ünnepségeken Biramban”. A „kevésbé veszélyes és kellemetlen”, gyermekek számára készült változatok mellett volt egy olyan is, amelyiken az utazók rövid köröket tettek meg, időnként ülve, időnként lelógva.

## Az első modern óriáskerék

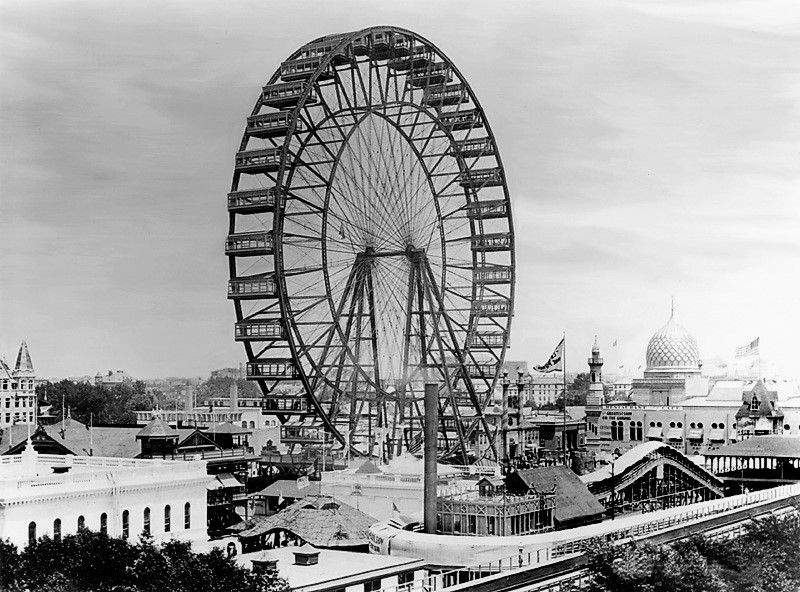
Ferris Wheel, az első óriáskerék

Az első, mai értelemben vett óriáskereket (Ferris Wheel vagy Chicago Wheel) 1893. június 21-én nyitották meg a nagyközönség előtt a chicagói Világkiállításon. Az építmény a 324 méter magas Eiffel-torony riválisaként a rendezvény legnagyobb attrakciója volt 80,4 méteres magasságával.
Tervezője és építője Ifj. George Washington Gale Ferris, a Rensselaer Polytechnic Institute végzőse. Karrierjét a vasútiparban kezdte, ő alapította Pittsburghben a G.W.G. Ferris & Co. társaságot, mely vasúti sínek és hidak építéséhez tesztelt és ellenőrzött fém anyagokat.
A kerék egy 71 tonnás, 45,5 láb hosszúságú tengelyen forgott, amely abban az időben a világ legnagyobb üreges kovácsoltvas csőtengelye volt és amelyet a pittsburghi Bethlehem Iron Company készített. A kerék több mint 40 ezer kilogrammos volt, melyből a két 4,8 méteres átmérőjű öntöttvas támasztórúd volt 24 ezer kg.
Harminchat kabinjában 40-40 szék volt, kabinonként több mint hatvan embert fogadott magába, így összesen akár 2160 utasa lehetett egyszerre. A kerék húsz perc alatt tett meg egy kört és két fordulatot tett egy menet alatt. Eközben egy szakaszán hatszor megállt, amikor az utasok ki- és beszállhattak, majd egy kilencperces megállás nélküli szakasz következett. A belépőjegy ötven cent volt.
A rendezvény októberi befejeződése után az óriáskereket 1894 áprilisában bezárták, szétszerelték és a következő évig raktárban feküdt. Akkor ismét felépítették a Lincoln Park közelében egy exkluzív negyed mellett. Emiatt egy helyi lakos, William D. Boyce fellépett a helyi bíróságon a kerék tulajdonosaival szemben, ám sikertelenül követelte annak lebontását. Ezután 1903-ig működött a kerék azon a helyen, majd lebontották és vonattal St. Louisba szállították az 1904-es Világkiállításra. Végül 1906. május 11-én robbantásos technikával végleg lebontották.

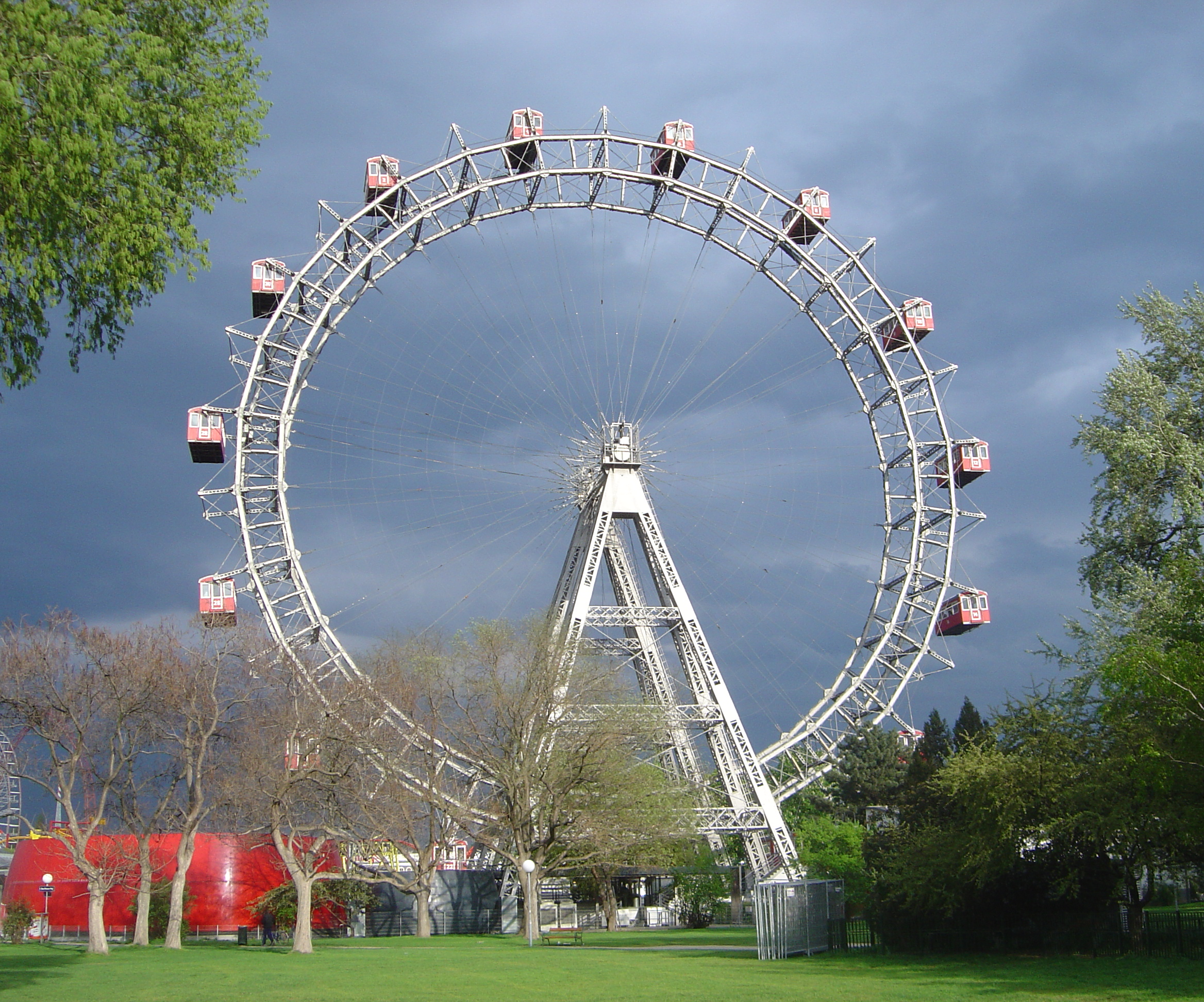
Wiener Riesenrad (Bécs)

### Későbbi változatok
A bécsi Wiener Riesenrad egy 19. századból fennmaradt óriáskerék, mely még ma is működik. A Práterben 1897-ben felállított kerék 64,75 méter magas volt. Miután 1920-ban lebontották a száz méter magas párizsi Grande Roue de Paris óriáskereket, a bécsi kerék lett a világ legmagasabb létező óriáskereke. 1944-ben leégett, majd a következő évben újjáépítették és ismét a legmagasabb óriáskerék maradt egészen az 1985-ös Japánban megrendezett Világkiállításig, amire felépítették a 85 méter magas Technocosmos nevű óriáskereket.

## Magyarországi óriáskerekek

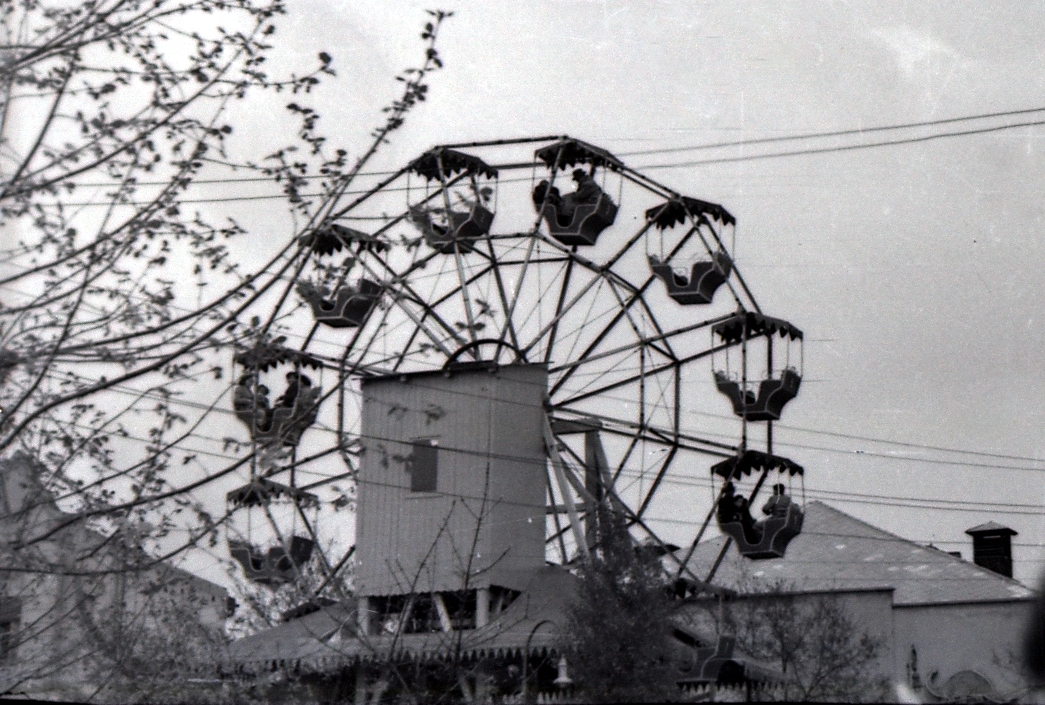
A Budapesti Vidám Park régi óriáskereke

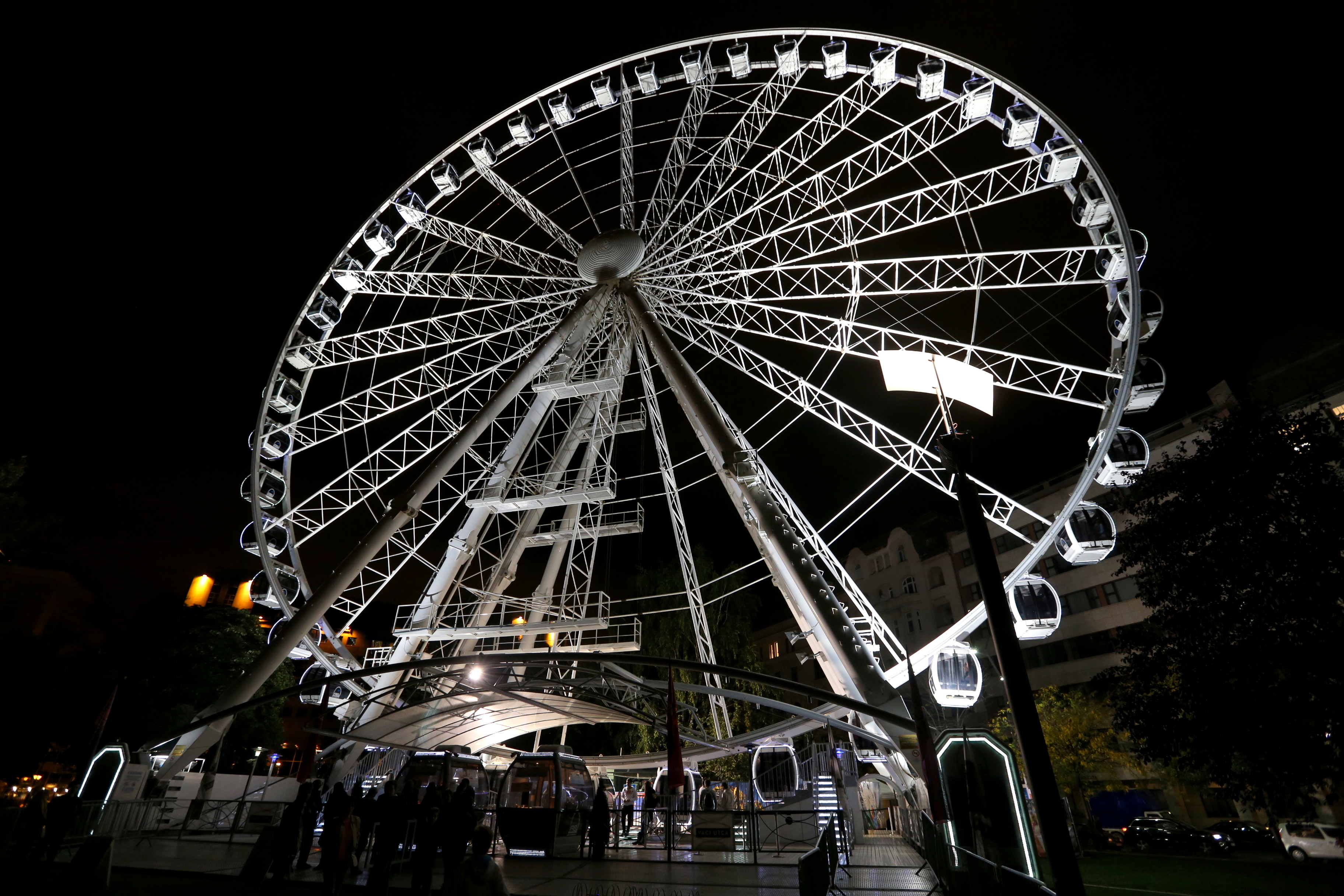
Sziget Eye (Budapest) 2014

Állandó óráskerék üzemelt a népligeti vurstliban, ez később át lett telepítve a Budapesti Vidám Parkba, a Barlangvasúttal szemben állt. Az 1960-as évek végén lebontották. Utóda az 1974-ben létesített Panorámakerék, amelyet 2014-ben bontottak le. Kis méretű, négy gondolás óriáskerék üzemelt a Vidám Park mellett Kisvidámparkban, ez az 1970-es évek során még működött. 2013 után 2014-ben is kitelepült az Erzsébet térre Európa legnagyobb (65 méter magas) telepíthető óriáskereke, a Sziget Eye.

## A világ legmagasabb óriáskerekei

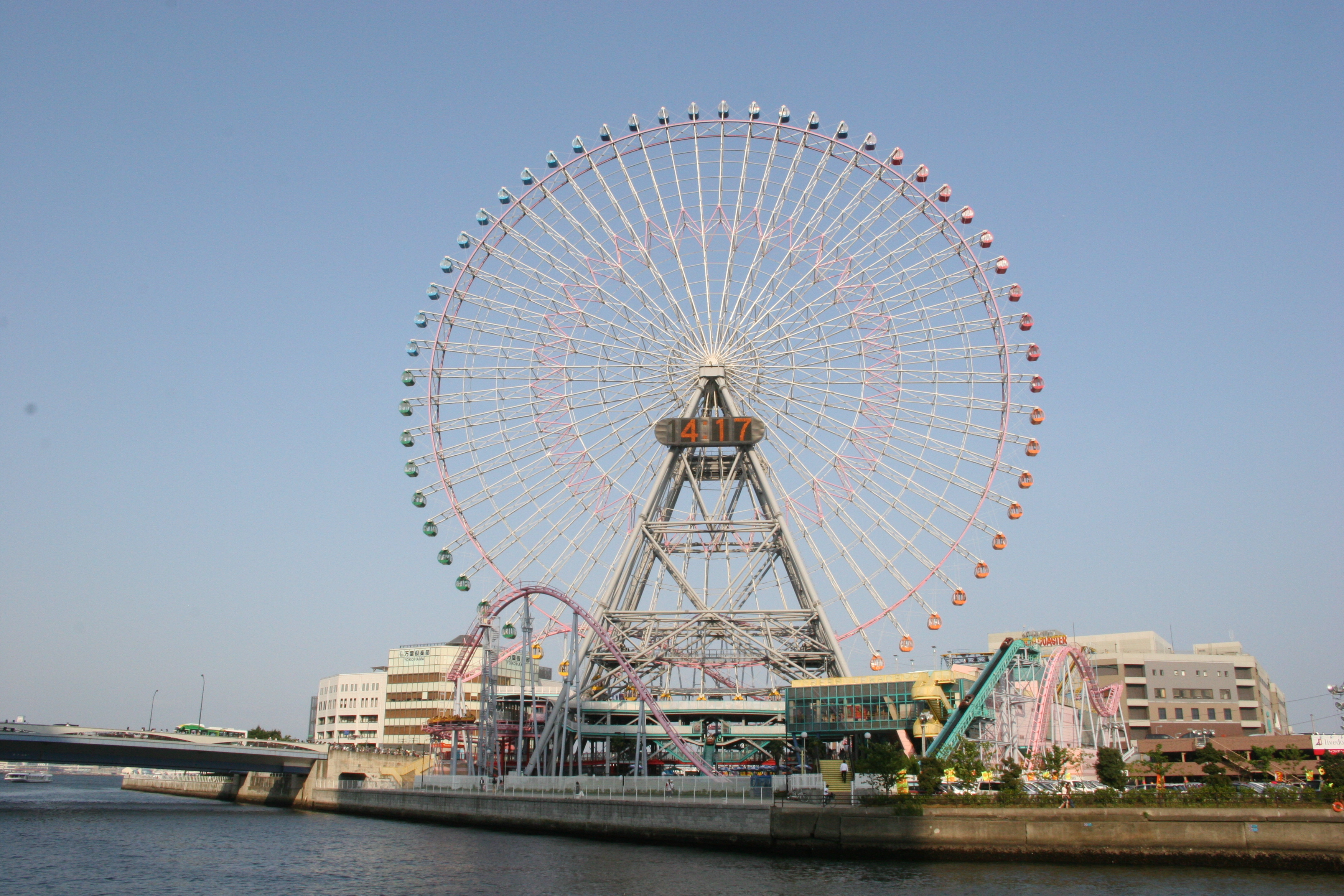
Cosmo Clock 21 (Jokohama)

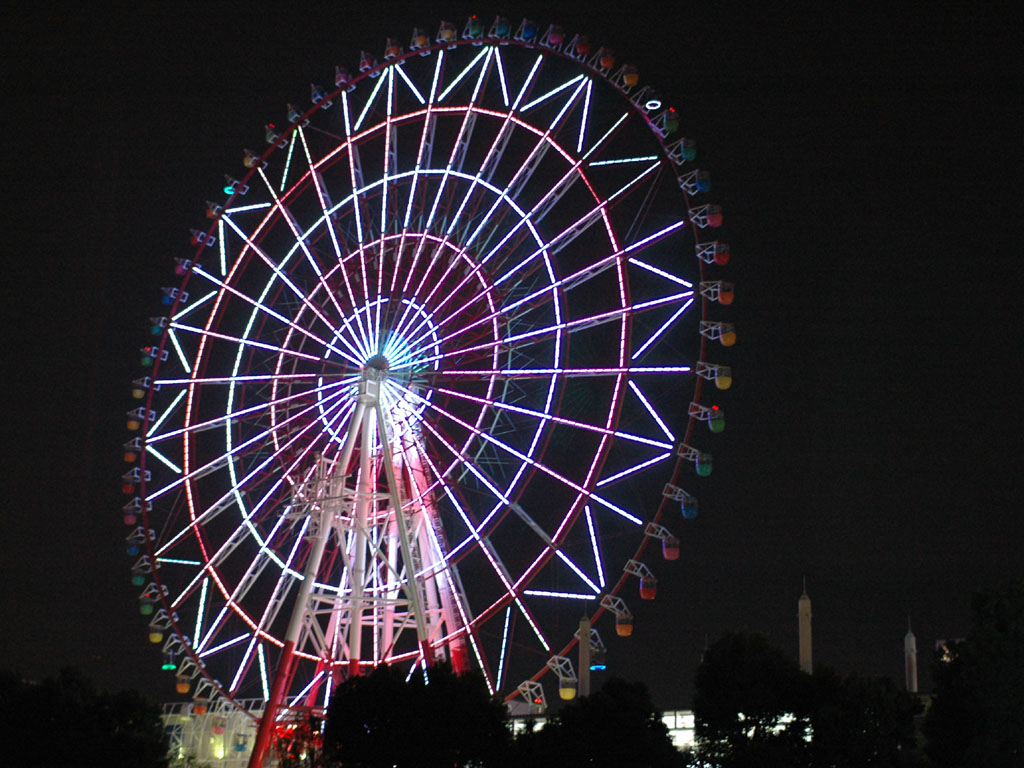
Daikanransa (Odaiba)

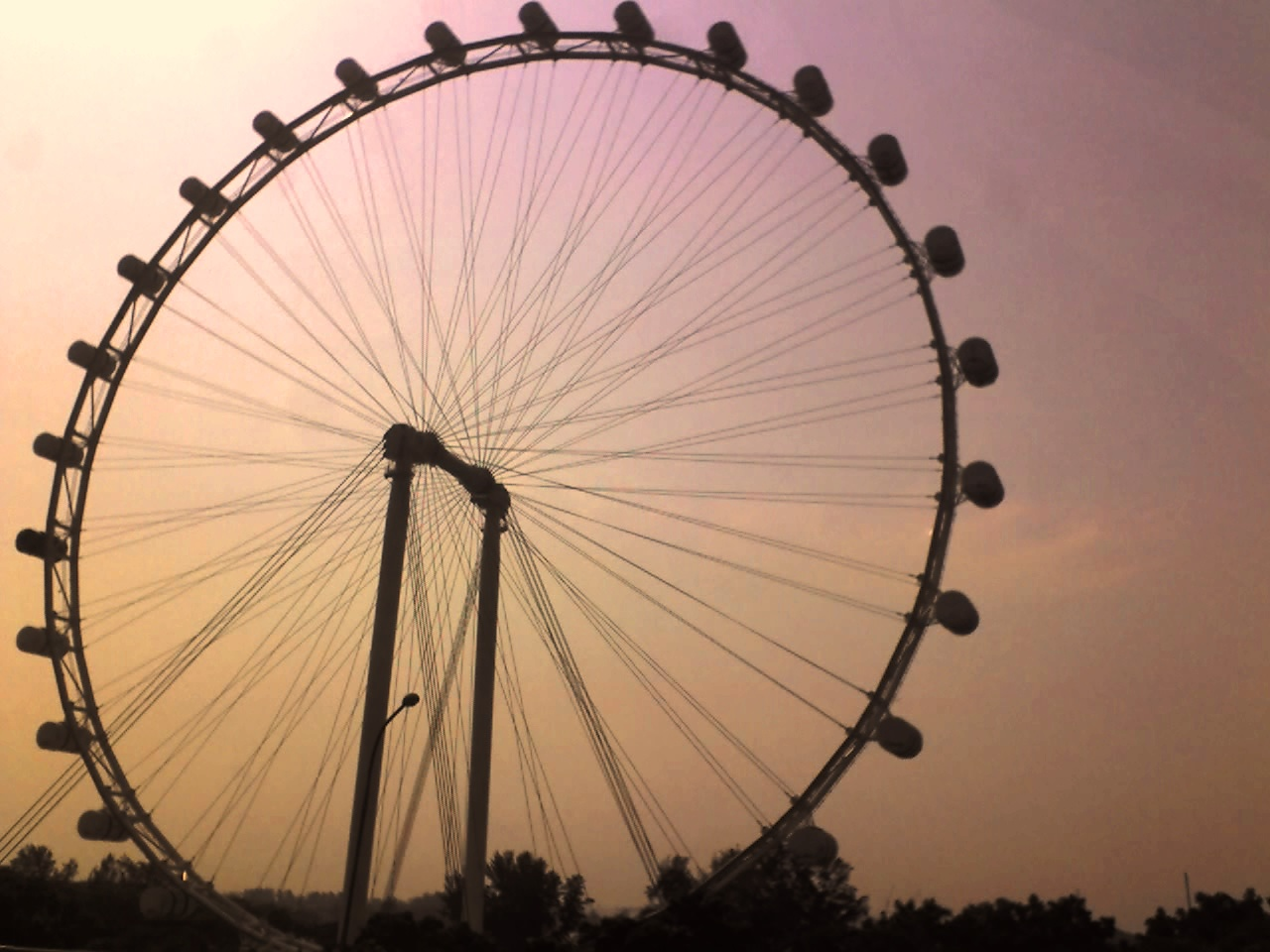
Singapore Flyer (Szingapúr)

- 1893: az eredeti Ferris-féle óriáskerék 80,4 méter magas volt. A chicagói World's Columbian Exposition rendezvényre építették, majd 1904-ben St. Louisba vitték (Missouri), 1906-ban bontották le véglegesen.
- 1895: a londoni Great Wheel az Empire of India Exhibiton rendezvényre épült, 94 méter magas volt.[8] 1894 márciusában kezdődtek az építési munkálatok[9] és 1895. július 17-én adták át a közönségnek.[10] 1906-ig működött, majd 1907-ben bontották le nagyjából két és fél millió utas szállítása után.[11]
- 1900: A Grande Roue de Paris az 1900. évi párizsi Exposition Universelle rendezvényre épült. 1920-ban bonották le, de 100 méteres magasságát a következő kilencven évben nem szárnyalta túl egyetlen hasonló építmény sem.[1]
- 1989: A Cosmo Clock 21 a jokohamai (Japán) YES '89 Yokohama Exposition rendezvényre épült. Eredetileg 107,5 méter magasnak építették meg,[12] ezután 1997-ben szétszerelték és 1999-ben egy magasabb alapra építették újjá, amivel így 112,5 méteres lett.[13]
- 1997: A Tempozan Harbor Village óriáskerék Oszakában (Japán) 1997. július 12-én nyitotta meg kapuit és 112,5 méter magas.
- 1999: A Daikanransa Odaiba városban (Japán), 115 méter magas.[14]
- 2000: A London Eye 135 méteres magasságával[15] hivatalosan 1999. december 31-én nyitott meg,[16] de valójában technikai problémák miatt csak 2000 márciusa óta működik.[17] Jelenleg ez az óriáskerék a legmagasabb Európában.
- 2006: A Star of Nanchang (Nanchang, Kína) 2006 májusában nyitott és 160 méter magas.[18]
- 2008: A Singapore Flyer 165 méter magas. 2008. február 11-én tette meg első körét, hivatalos megnyitása március 1-jén volt.[19]
- 2014: A Las Vegas Stripen álló High Roller 2014 óta a világ legmagasabb óriáskereke 167,6 méteres magasságával.[20][21][22]

## Kilátók
A kilátó az óriáskerék egy alternatív elnevezése. 1892-ben, mikor a Ferris Wheel Company céget megalapították, a társaság céljaként a következőt jelölték meg: [felépítése és működtetése] „...Ferris kerekeinek és más típusoknak megfigyelés vagy szórakozás céljára”. Néhány nagyobb óriáskereket kilátóként reklámoznak, a két elnevezés közti választás alapvetően a működtető döntésétől függ. Azok a kerekek, melyek működtetője elutasítja az óriáskerék elnevezést, a legtöbb hasonlóságot mutatják az eredeti chicagói Ferris-féle kerékkel, főként abban, hogy valamely város vagy esemény jelképeként készültek.
A Singapore Flyer és London Eye kerekekre egyértelműen kilátóként hivatkoznak működtetőik. A The Southern Star működtetői szerint a „déli félteke egyetlen kilátója”, de a média óriáskerékként emlegeti. A Star of Nanchangra pedig inkább hivatkoznak óriáskerékként és csak kevésbé jellemzően kilátóként.
A budapesti Vidámparkban működött óriáskerék, hivatalos nevén panorámakerék 31 méter magas volt, a Városliget látképét mutatta utasainak. 2013 végén, a Park bezárása után lebontották.

## Dupla és tripla változatok

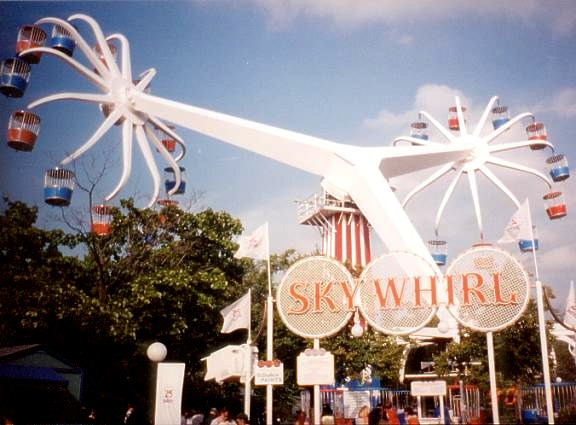
A Sky Whirl tripla óriáskerék

A tripla óriáskereket leginkább egy fához lehetne hasonlítani. Egy központi állványzathoz kapcsolódva három karon forgó kerék működött. A hagyományos óriáskerekek esetében viszonylag lassú folyamat volt az utasok cserélődése, a Sky Whirlnél azonban a le- és felszállás idejére az egyik kerék lent forgott a beszállóhelynél, ezalatt másik két kar kereke tovább forgott kb. 33 méter magasságban.
A Sky Whirl volt a világ első tripla óriáskereke. A Marriott részére készítette el az Intamin AG nevű hullámvasút építő társaság és a Marriott mindkét vidámparkjában meg is kezdte működtetését 1976-ban. Jelenleg már egyik tripla óriáskerék sincs működésben. A Santa Clara-i Sky Whirl 1997. szeptember 1-jén, a gurnee-i tripla kerék 2000-ben tette meg utolsó útját. Dupla óriáskerekek az ohiói Zodiac és a pennsylvaniai Giant Wheel.

## Excentrikus óriáskerekek
Az excentrikus óriáskerekek abban különböznek a hagyományos óriáskerekektől, hogy a gondolák nem közvetlenül a kerék vázára vannak rögzítve, hanem a külső váz és kerék középpontja között csúsznak a kerék forgásának megfelelően. Ilyen óriáskerék például a Coney Island-en található Wonder Wheel.

## Extrém változatok

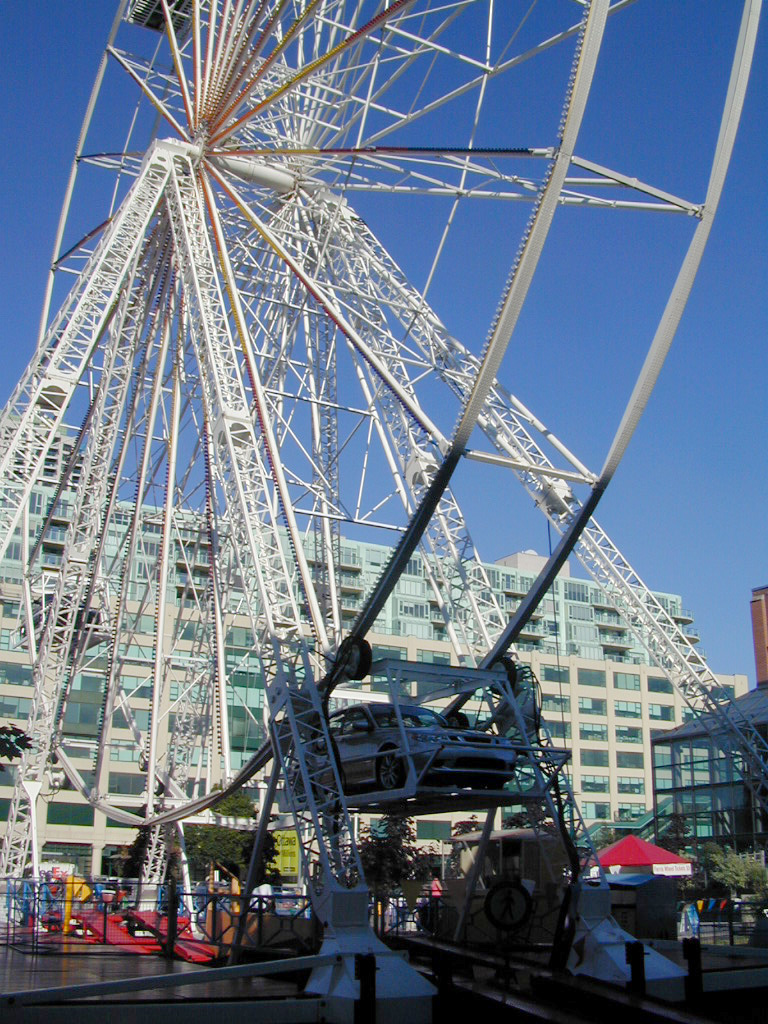
Drive-in óriáskerék

2000-ben John Körmeling tervezett és alakított át egy normális óriáskereket olyanná, melyre autóval együtt lehet felszállni. Ezt a Panorama 2000 elnevezésű művészeti project keretében hozta létre Utrechtben. A 33 méter magas óriáskeréken négy autó és utasai utazhatnak egyszerre.

## Óriáskerekek Magyarországon
- Győri óriáskerék
- Hajdúszoboszló